# Raión de Stara Vyzhivka
Stará Výzhivka (en ucraniano: Старовижівський район) fue un raión o distrito de Ucrania en el óblast de Volinia entre 1939 y 2020. En la reforma territorial de 2020, su territorio fue incluido en el raión de Kóvel.
Comprendía una superficie de 1121 km².
La capital era el asentamiento de tipo urbano de Stará Výzhivka.

## Subdivisiones
Antes de la reforma territorial de 2016, el raión se dividía en el asentamiento de tipo urbano de Stará Výzhivka y diecinueve consejos rurales. Tras la reforma de 2016, se han creado cuatro "comunidades territoriales unificadas" (hromada) con sede en la capital distrital y en los pueblos de Dubechne, Serejóvychi y Smidyn. Siguen existiendo siete consejos rurales fuera de las comunidades: Butsyn, Zhuravlyne, Krymne, Liubójyny, Sekún, Sokolyshche y Stara Huta. Hay un total de 47 localidades en el raión.

## Demografía
Según estimación 2010 contaba con una población total de 31039 habitantes.

## Otros datos
El código KOATUU es 725000000. El código postal 44400 y el prefijo telefónico +380 3346.